# Anton Baron
Anton Peter Baron  es un filósofo e investigador polaco nacido el 1 de junio de 1957 en la ciudad de Katowice (República de Polonia). Tiene la ciudadanía honorífica de la ciudad de Paderborn, Elsen, Alemania. Actualmente reside en la capital de Paraguay, Asunción. Ha desarrollado una prolífica producción de libros de consulta, artículos científicos y de divulgación, en materia de investigación, ciencias sociales y humanidades.

## Estudios realizados
Programa de Doctorado en “La Sociedad de la Información y el Conocimiento”. Universidad Abierta de Cataluña – Barcelona. Ha obtenido los títulos de máster en Sociedad de la Información y del Conocimiento y un Diploma de Estudios Avanzados con el reconocimiento de la suficiencia investigadora. En la Universidad Tecnológica Intercontinnetal obtuvo el título del Doctor en Ciencias de la Educación.
Es bachiller en Teología y licenciado en Filosofía y Ciencias de la Educación. Egresado del Seminario Mayor Silesiano de Filosofía y Teología y de la Facultad de Filosofía y Teología de los P.P. Misioneros de Cracovia (Polonia). Estudió en el Seminario Metropolitano de Filosofía y Teología de Santo Domingo (República Dominicana).
Ha participado además en varios cursos de capacitación en la Universidad Abierta de Cataluña, Barcelona y en la Universidad del Norte de Asunción del Paraguay.

## Idiomas
Anton Baron habla y escribe en polaco, español, italiano e inglés y posee conocimiento de portugués, ruso, esloveno, serbo-croata, checo, eslovaco, además de nociones básicas de algunas lenguas muertas como latín, hebreo antiguo, griego Koiné y pali

## Experiencia docente e investigativa
Se desempeña como Director de la Difusión Científica y Tecnológica de la Universidad Tecnológica Intercontinental, es Editor de la Revista Científica Internacional Arandu UTIC y Editor en Jefe de la Revista de Ciencias Sociales y Humanidades - LATAM de la Red de Investigadores Latinoamericanos (REDILAT). Fue profesor de posgrados en diferentes universidades como Universidad Autónoma de Asunción, Universidad del Pacífico, la Universidad del Norte, la Universidad de la Integración de las Américas, la Universidad Evangélica del Paraguay,  Universidad Nacional de Asunción y la Universidad Americana.

## Producción intelectual selecta

### Libros
- "Historia de la filosofía" (2022). Red de Investigaciones Latinoamericanos / Anton Baron Publicaciones  Leer

- "Introducción a los problemas filosóficos" (2022). Red de Investigaciones Latinoamericanos / Anton Baron Publicaciones  Leer

- "El camino de Buda hacia la liberación – Vol. 1: Vida y enseñanza" (2021). Red de Investigaciones Latinoamericanos / Anton Baron Publicaciones  Leer

- "El camino de Buda hacia la liberación – Vol. 2: Técnicas de meditación" (2022). Red de Investigaciones Latinoamericanos / Anton Baron Publicaciones  Leer

- "Antropología social y cultural" (2021). Red de Investigaciones Latinoamericanos / Anton Baron Publicaciones  Leer

- "Guía práctica de normas APA para artículos científicos y tesis" (2021). Red de Investigaciones Latinoamericanos / Anton Baron Publicaciones  Leer

- "Antropología cultural" (2019). Editorial Trigales  Leer

- "Formación ética y ciudadana" (2017). Editorial Trigales  Leer

- "Investigación social. 2do Curso" (2018). Editorial Trigales. Leer

- "Filosofía" (2017). Editorial Trigales. Leer

- "Antropología social" (2017). Editorial Trigales. Leer

- "Psicología" (2017). Editorial Trigales. Leer

- "Métodos de investigación en ciencias sociales" (2017). Editorial Trigales. Leer

- “Política: 3-er Curso Nivel Medio” (2009), Asunción, Anton Baron Publicaciones.

- “Formación Ética y Ciudadana: 2-o Curso, Nivel Medio” (2008) Asunción, VAZPI.

- “Formación Ética y Ciudadana: 1-er Curso, Nivel Medio” (2007) Asunción, VAZPI.

- “Antropología cultural y social: Tercer Curso, Nivel Medio” (2007) Asunción, Editora VAZPI

- “Ensayo: Guía práctica para escribir trabajos ensayísticos” (2007). Asunción, VAZPI.

- "El camino de Buda hacia la liberación” (2006). Parte II: Técnicas de meditación. Asunción, VAZPI.

- “El camino de Buda hacia la liberación” (2006). Parte I: Vida y enseñanza de Buda. Asunción, VAZPI.

- “Historia de la Filosofía” (2007) Versión digital editada por El Aleph (República Argentina).

- “El trabajo intelectual y la investigación en ciencias sociales” (2007) 2-a Edición. Asunción, Editora VAZPI

- “Antropología cultural y social: Segundo Curso, Nivel Medio” (2007) Asunción, Editora VAZPI

- “Monografía: Guía práctica para la elaboración de trabajos monográficos” (2006) Asunción, VAZPI.

- “Sociología y antropología cultural” (2005) Asunción, VAZPI

- “Filosofía 3º Curso Nivel Medio” (2005) Asunción, VAZPI.

- “Filosofía 2º Curso Nivel Medio” (2004) Asunción, VAZPI.

### Artículos científicos
- "Exigencias de la profesión del psicólogo en el ámbito emocional en los alumnos de la Carrera de Psicología". Arandu UTIC, Vol. 7, Número 1, 2020. Leer
- "Segunda generación de los servicios de las Tecnologías de la Información y la Comunicación (TIC) en el aula universitaria", Arandu UTIC, Vol. 4, Número 1, 2017. Leer
- "Corrientes psicológicas actuales que incorporan elementos del pensamiento budista". Arandu UTIC, Vol. 3, Número 1, 2016. Leer
- "Práctica y motivación en el entorno hacker. Un análisis empírico", Arandu UTIC, Vol. 1, Número 1, 2014. Leer

### Artículos de divulgación
- "¿Existen universos múltiples o hay uno solo?" Leer

- "¿Cuántos sexos hay?" Leer

- "Inteligencia artificial: cómo dejar de preocuparse por ella" Leer

- "¿Qué se sabe de la homosexualidad desde la perspectiva científica?" Leer

- "Razones del surgimiento y éxito de los mitos psicológicos" Leer

- "Mito 1: Solamente utilizamos el 10 % de nuestro cerebro" Leer

- "El sentido común y la ciencia psicológica" Leer